# Axel Pleuger
Axel Pleuger (* 14. August 1978 in Bergisch Gladbach) ist ein ehemaliger deutscher Basketballspieler. Der 2,14 Meter große Innenspieler war während seiner Profikarriere für die Bundesligisten Leverkusen, Bamberg und Bremerhaven aktiv und spielte in der spanischen Liga ACB.

## Laufbahn
Pleuger durchlief die Jugendabteilung des TV Bensberg, ehe er zu Bayer Leverkusen wechselte. Für die Werksmannschaft spielte er ab 1997 in der Bundesliga und in europäischen Vereinswettbewerben. 1999 ging er innerhalb der Bundesliga von Leverkusen nach Bamberg (damals TSK universa). Im Frühjahr 2001 wechselte Pleuger zum spanischen Spitzenklub Pamesa Valencia und spielte dort bis zum Ende der Saison 2000/01 (sechs Einsätze). In der Folgespielzeit (2001/02) stand er in Diensten von CB Ourense in Spaniens zweiter Liga.
Pleuger kehrte 2002 nach Deutschland zurück und spielte jeweils eine Saison für die Zweitligisten Düsseldorf Magics (2002/03) sowie NVV Lions Mönchengladbach (2003/04). In Mönchengladbach verbuchte er mit Mittelwerten von 14,8 Punkten und 14,3 Rebounds je Begegnung hervorragende Werte. Mit den Eisbären Bremerhaven stieg er in der Saison 2004/05 von der zweiten in die erste Bundesliga auf, wo er 2005/06 ebenfalls zum Kader der Eisbären zählte.
Zum Abschluss seiner Leistungssportkarriere spielte er in der Saison 2006/07 für den Zweitligisten Cuxhaven BasCats.

## Weitere Karriere
Nach dem Ende seiner Karriere als Basketballprofi kehrte Pleuger in seinen erlernten Beruf des Bankkaufmanns zurück. Er war Geschäftsstellenleiter bei der Sparkasse Bremerhaven und wechselte 2009 zurück ins Rheinland, um Geschäftsstellenleiter bei der Bergisch Gladbacher Filiale der Kreissparkasse Köln zu werden. Später wurde er der Bereichsleiter des Privatkundengeschäfts bei der Bensberger Bank. Außerdem ist Pleuger Mitglied des Aufsichtsrats des Vereins Ev. Altenheim Wahlscheid e.V.